# West Derby Rural
West Derby Rural var en civil parish från 1895 till 1928 då den blev en del av Liverpool, i grevskapet Lancashire (nu Merseyside), i England. Denna civil parish hade 2 035 invånare år 1921.